# کوپ نوک
کوپ نوک (به آلمانی: Kop Nück) یک منطقهٔ مسکونی در آلمان است که در باد مونستررایفل واقع شده‌است. کوپ نوک ۴۵۷ متر بالاتر از سطح دریا واقع شده‌است.